# Familie Braun
Familie Braun ist eine Dramedy-Serie über zwei Neonazis, die sich plötzlich um die sechsjährige schwarze Tochter des einen kümmern müssen. Die aus acht jeweils wenige Minuten dauernden Folgen bestehende Serie wurde vorab bei YouTube gezeigt und wurde erstmals ab dem 12. Februar 2016 im Rahmen der Reihe Das kleine Fernsehspiel im ZDF ausgestrahlt. Zum Sendestart waren alle Folgen bereits in der Mediathek des Senders abrufbar.

## Handlung
Thomas und Kai sind zwei junge Neonazis, die gemeinsam eine Plattenbauwohnung in Berlin bewohnen. Eines Tages steht eine junge Frau aus Eritrea vor der Tür, mit der Thomas 2009 einen One-Night-Stand hatte. Das Ergebnis dieser Nacht ist die sechsjährige Lara. Thomas soll sich von nun an um Lara kümmern, denn die Frau soll in ihr Heimatland abgeschoben werden.
Während Thomas eher ratlos ist, will Kai mit dem schwarzen Mädchen nichts zu tun haben. Er will sie unter allen Umständen wieder loswerden, was jedoch nicht gelingt. Mit der Zeit wächst Thomas in seine Vaterrolle hinein und hinterfragt zunehmend seine bisherige Gesinnung. Dadurch gerät er wiederholt mit seinem Mitbewohner aneinander. Schließlich trennen sich die Wege der beiden, Thomas und Lara ziehen aus und Kai muss sich einen neuen Mitbewohner suchen.

## Kritiken
Henryk M. Broder schreibt in der Welt, die Serie sei für das ZDF überraschend giftig, und meint, dem Sender sei „ein großer Wurf gelungen, abseits der grausamen Biederkeit, welche die Produktionen des Senders sonst“ auszeichne. Die Serie habe das Zeug zu einem Hit. Dagegen hält Heike Kunert in der Wochenzeitung Die Zeit die Serie für „gehörig schiefgegangen“. Die Dialoge seien „an Plattheit kaum zu überbieten“ und wenn die Macher die Absicht gehabt hätten, wachzurütteln, sei dies „gründlich misslungen“.

## Auszeichnungen
- 2016: Romy – Preis der Akademie an Manuel Meimberg, Nomie Laine Tucker, Uwe Urbas und Maurice Hübner für Familie Braun.[3][4]
- 2016: Deutscher Comedypreis – Beste Innovation (ZDF)
- 2016: International Eyes & Ears Awards – Beste On Air Programm-Kampagne: Fiction Eigenproduktion 2. Preis an Thomas Grimm, Astrid Kämmerer, Sandra Hebel, Alexandra Schulte und Marie Meimberg[5]
- 2017: International Emmy Award in der Kategorie Serie im Kurzformat[6]

## Verweise
- Familie Braun bei Fernsehserien.de
- Familie Braun bei IMDb